# Liniewo
Liniewo (kaszb. Lëniewò lub Liniewò, niem. Lienfelde) − wieś pogranicza kaszubsko-kociewskiego w Polsce, położona w województwie pomorskim, w powiecie kościerskim, w gminie Liniewo na wschodnim, krańcu Pojezierza Kaszubskiego.
Wieś jest siedzibą sołectwa Liniewo obejmującego również miejscowość Małe Liniewo. Na wschód od wsi znajduje się Jezioro Liniewskie.
W latach 1954–1972 wieś należała i była siedzibą władz gromady Liniewo. W latach 1975−1998 miejscowość administracyjnie należała do województwa gdańskiego.
Miejscowość jest siedzibą Urzędu Gminy Liniewo.
Inne miejscowości o nazwie Liniewo: Liniewko, Linia

## Epizod kolejowy Liniewa
Stacja kolejowa Liniewo miała stać się na początku XX wieku stacją węzłową. Z obecnie rozebraną linią nr 233 Pszczółki – Skarszewy – Kościerzyna miała schodzić się tu linia Czersk – Bąk – Stara Kiszewa – Przywidz – Stara Piła – Gdańsk Kokoszki – Gdańsk Wrzeszcz. Odcinek pomiędzy Bąkiem a Starą Piłą nie został zrealizowany.